# Едірне (еялет)
41°40′00″ пн. ш. 26°34′00″ сх. д. / 41.66666667° пн. ш. 26.56666667° сх. д.
Еялет або пашалик Едірне (осман. ایالت ادرنه) — адміністративно-територіальна одиниця Османської імперії. Існував у 1826—1867 роках. Утворився з частин еялету Сілістра, Румелія та Архіпелаг (на теперішніх землях Болгарії, Туреччини та Греції).

## Історія
Політичні та військові поразки у боротьбі з Францією, Австрією та Росією призвели до проведення реформ відомих як Нізам-і Джедід (Новий порядок), які були покликані відновити керованість імперії та військової потуги. Втім лише у 1826 році після ліквідації корпусу яничар султаном Махмудом II вдалося розпочати значні перетворення. За зразок було взято Францією. В цей час почалася адміністративна реформа, що зменшила розміри колишніх еялетів, збільшивши їх кількість та обмеживши права бейлербеїв. Назву отримав за головним містом — Едірне.
За основу узято було французькі департаменти. Тоді ж утворено еялет Едірне з частин Румелійського, Сілістрійського та Архіпелазького еялетів. На чолі як й колись стояв бейлербей або паша, тому часто еялет також називали пашаликом. За переписом 1844 року тут мешкало 1 млн. 200 тис. осіб. У 1864 році розпочато чергове реформування, внаслідок чого у 1867 році еялет було перетворено на вілайєт Едірне.

## Поділ
Еялет поділявся на 6 санджаків:
- Невахі-і-Ербаа (з головним місто Чаталджа)
- Візе
- Геліболу
- Едірне
- Філібе
- Ісліміє

Також на території еялету існувало 50 кази (судових округів).